# Li deien Trinidad
Li deien Trinidad (títol original en italià: Lo chiamavano Trinità) és una pel·lícula italiana dirigida per Enzo Barboni, estrenada el 1970. Ha estat doblada al català.

## Argument
Un cowboy solitari, fi gallet, s'ajunta amb el seu germà que ha agafar la identitat d'un xèrif per robar els cavalls d'un home que vol fer fora una comunitat mormona de les seves terres.

## Repartiment
- Terence Hill: Trinita
- Bud Spencer: Bambino
- Farley Granger: El major Harriman
- Dan Sturkie: Tobias
- Gisela Hahn: Sarah
- Elena Pedemonte: Judith
- Ezio Marano: Grincheux
- Luciano Rossi: Timid
- Remo Capitani: Mezcal
- Riccardo Pizzuti: Jeff
- Steffen Zacharias: Jonathan

## Al voltant de la pel·lícula
- Aquesta pel·lícula marca la formació del duo còmic Spencer-Hill. Els dos actors havien interpretat ja tanmateix junts en tres westerns seriosos.
- Al principi, els crítics van ser bastant escèptics envers la pel·lícula, retraient-li entre altres que sigui molt xerraire.
- Amb aquesta pel·lícula Bud Spencer ha popularitzat el seu famós cop de puny-porra, un cop que, d'altra banda, l'actor havia efectuat una primera vegada per matar Terence Hill a Déu perdona... jo no!.